# Martin Palmqvist
Martin Torgny Rune Palmqvist, född 26 februari 1975 i Karlshamn, är en svensk författare.
Martin Palmqvist har skrivit böcker både tillsammans med sin fru Johanna Limme och på egen hand. Mest uppmärksamhet har författarparet Johanna Limme & Martin Palmqvist fått för sina fyra historiska deckare med kyrkoherde Simon Eldfeldt som deckarhjälte. Böckerna utspelar sig i ett småborgerligt Karlshamn strax före förra sekelskiftet. 
2015 började Martin Palmqvist skriva lättlästa böcker både för barn och vuxna. Hans böcker är översatta till danska, tyska och nederländska. Palmqvist arbetar också som gymnasielärare i Ystad.

## Böcker tillsammans med Johanna Limme
Torgny Palm-serien (nutidsdeckare)
- Männen en trappa upp (2004), Bromma, MBF, ISBN 91-89090-91-8
- Tandläkarnas afton (2006), Bromma, MBF, ISBN 91-89090-98-5

Simon Eldfeldt-serien (historiska deckare)
- Böljelek (2010), Göteborg Kabusa böcker, ISBN 978-91-7355-146-5
- Strömkarlen (2011), Göteborg, Kabusa böcker, ISBN 978-91-7355-182-3
- Körkarlen (2014), Göteborg, Kabusa böcker, ISBN 9789173553636
- Amerikakistan (2016), Stockholm, Massolit förlag, ISBN 9789176790564